# Asspen
Asspen (Asspen en version originale) est le deuxième épisode de la sixième saison de la série animée South Park, ainsi que le 83e épisode de l'émission.

## Synopsis
Les parents de Butters invitent les parents des autres enfants à venir skier à Aspen à prix réduit sous condition d'assister à une réunion sur la multipropriété. Arrivés là-bas, les parents sont embrigadés dans une arnaque et Stan est mis au défi par un skieur professionnel.